# Lepanthes silverstonei
Lepanthes silverstonei är en orkidéart som beskrevs av Carlyle August Luer. Lepanthes silverstonei ingår i släktet Lepanthes och familjen orkidéer. Inga underarter finns listade i Catalogue of Life.